# Telesfor
Telesfor – imię męskie pochodzenia greckiego, gr. Τελεσφορος (Telesphóros), oznaczające „doprowadzony do końca, doprowadzony do doskonałości”. 
Telesfor imieniny obchodzi 2 stycznia.
Imię to nosili:
- papież Telesfor, święty
- Telesfor Badetko
- Telesfor Banaszkiewicz – polski piłkarz, lekkoatleta, ekonomista i ofiara zbrodni katyńskiej
- Telesfor Mickiewicz
- Telesfor Poźniak – slawista, historyk i badacz literatur wschodnio- i południowosłowiańskich
- Telesphore Toppo – indyjski duchowny katolicki, arcybiskup Ranchi, kardynał
- smok Telesfor, postać z programu telewizyjnego Pora na Telesfora

Forma żeńska: Telesfora